# Zjelju Zjelev
Zjelju Mitev Zjelev (bulgariska: Желю Митев Желев), född 3 mars 1935 i Veselinovo i Sjumen, död 30 januari 2015 i Sofia, var en bulgarisk politiker. Han var partiledare för Förbundet av demokratiska krafter 1989–1990 och Bulgariens president 1990–1997.
Zjelev var med om att grunda Förbundet av demokratiska krafter och valdes till partiledare i samband med det konstituerande mötet. År 1990 valdes han till landets president.